# Les Granges-Gontardes
 Les Granges-Gontardes  là một xã thuộc tỉnh Drôme trong vùng Auvergne-Rhône-Alpes đông nam nước Pháp. Xã Les Granges-Gontardes nằm ở khu vực có độ cao từ 60-175 mét trên mực nước biển.